# Dendrocincla tyrannina
Dendrocincla tyrannina là một loài chim trong họ Furnariidae.